# مایکون دانیل الیاس آراخو
مایکون دانیل الیاس آراخو (به پرتغالی: Maykon Daniel Elias Araújo) هافبک اهل برزیل است که در شهر Araranguá و در تاریخ ۲۰ آوریل ۱۹۸۴ به دنیا آمده‌است.
مایکون دانیل الیاس آراخو در تیم‌های فوتبال Paulista سابقهٔ حضور دارد.